# Pradeda (Carballedo)
Pradeda (llamada oficialmente Santiago de Pradeda) es una parroquia y una aldea española del municipio de Carballedo, en la provincia de Lugo, Galicia.

## Organización territorial
La parroquia está formada por cinco entidades de población, constando cuatro de ellas en el nomenclátor del Instituto Nacional de Estadística español:
- Barrio de Puga (O Barrio de Puga)
- Estivada (A Estibada)
- Quintá do Monte
- Pradeda*
- Pradeda de Abaixo
- Pradeda de Arriba

## Demografía

### Parroquia
| Gráfica de evolución demográfica de Pradeda (parroquia) entre 2000 y 2019 |
|                                                                           |
| Datos según el nomenclátor publicado por el INE.                          |

### Aldea
| Gráfica de evolución demográfica de Pradeda (aldea) entre 2000 y 2019 |
|                                                                       |
| Datos según el nomenclátor publicado por el INE.                      |